# Katholische Schule Salvator (Berlin)
Die Katholische Schule Salvator (kurz: KSS) ist eine Oberschule im Berliner Ortsteil Waidmannslust des Bezirks Reinickendorf.

## Geschichte
Die Oberschule wurde am 8. Februar 1947 von Sr. Luminosa Wimmer als reines Mädchen-Gymnasium gegründet. Am 4. November desselben Jahres wurde der Schulbetrieb mit 70 Schülerinnen aufgenommen. Ein Großteil der Lehrkräfte waren Ordensschwestern. Im Januar 1949 genehmigte der französische Stadtkommandant Jean Ganeval einen zuvor gestellten Antrag Sr. Luminosas, die Schule für alle Klassenstufen, von der ersten bis zur zwölften Klasse, fortzuführen. 1953 wurde die Oberschule durch einen Realschulzweig erweitert. Das erste Abitur an der Salvator-Schule wurde im Februar 1954 von neun Schülerinnen abgelegt. Der Schule wurde im Dezember 1955 der Status einer Staatlich anerkannten Privatschule verliehen.
Am 10. Juni 1964 wurde die Grundschule durch Erzbischof Alfred Bengsch eingeweiht. Knapp vier Jahre später, im Januar 1971, eröffnete die Grundschule eine Filiale im nahegelegenen Märkischen Viertel. Eltern der Salvator-Schule gegründeten im Dezember 1969 den Förderverein. 1970 übergaben die Salvatorianerinnen die Schule in die Trägerschaft des Bistums Berlin. Ende des Jahres 1974 legten die ersten Jungen ihr Abitur an der ehemaligen Mädchenschule ab. Nach einer Umfrage unter Eltern im August 1977 wurde ein Samstag im Monat als unterrichtsfrei erklärt. Rund 87 % der Eltern sprachen sich hierfür aus. Ab 1985 wurde der Samstagsunterricht komplett abgeschafft.
Am 15. Juni 1980 verstarb die Gründerin der Salvator-Schule, Schwester Luminosa Wimmer. Im März 1987 wurde eine Gruppe der „Gemeinschaft Christlichen Lebens“ (GCL) gegründet. Die GCL ist bis heute ein wichtiger Teil der Salvator Schule.
Im Jahr 2005 veröffentlichte die Big Band der Salvator-Schule eine Musik-CD in Zusammenarbeit mit Carsten Gerlitz über Greenlandmusic.

## Schulleitung

### Oberschule
- 1947–1953: Sr. Luminosa Wimmer
- 1953–1956: Sr. Eremberta Mayer
- 1956–1960: Sr. Luminosa Wimmer
- 1960–1965: Sr. Longina Scheffer
- 1965–1971: Sr. Mechthild Fadum
- 1971–1985: Herr Ziegra
- 1985–1997: Sr. Walburga Remes
- 1997–2011: Terezija Lauff
- 2011–2018: Christofer Lahser
- 2018–2022: Christian Dinter
- seit 2022: 0 Ralf Malz

### Grundschule
- 1967–1999: Sr. Felizitas Saffer
- 1999–2016: Michael Mies
- 2016–2022: Kathrin Range
- seit 2022:00Thomas Pritsch

## Partnerschaften
An der Salvator-Schule haben Schüleraustausche eine lange Tradition. Schüler der neunten Klasse haben die Möglichkeit an einem Schüleraustausch mit der Bath Royal Highschool und der Beechan Cliff School in Bath, England oder dem Ecole St. Martin de France in Pontoise, Frankreich teilzunehmen. Außerdem fanden in der Vergangenheit Austausche mit der German-American International School in Menlo Park, Kalifornien, USA und der Divine Savior Holy Angels High School in Milwaukee, Wisconsin, USA statt.
Erstmals bot die Salvator Schule im März 1986 einen Schüleraustausch mit dem Lycée Notre Dame de Garaison in Frankreich an. Diese Partnerschaft bestand für zwölf Jahre.

## Sport
Die Salvator-Schule verfügt über eine große und eine kleine Sporthalle sowie über einen kleinen Sportplatz und einen Beachvolleyballplatz im Schulhofsbereich.
Neben schulübergreifenden Turnieren finden in regelmäßigen Abständen auch schulinterne Sportturniere, wie Basketball- und Fußballturniere, statt. Diese werden meist von der Schülervertretung organisiert.
Das Basketballteam der Mädchen, Salvator Baskets, konnte beim alljährlichen Vattenfall-Schul-Cup Erfolge vorweisen. So zog es in den Jahren 2009 bis 2012 ins Finale ein und siegte 2011 und 2012. Das Basketballteam der Jungen trägt den Namen Salvator Priests.
Die Schule besitzt eine Fußballmannschaft, die schon regionale Erfolge verbuchen konnte.

## Prominente Schulangehörige
Lehrkräfte:
- Carla Fioravanti, ehemalige Kunstlehrerin
- Horst Pötzsch, ehemaliger Geschichtslehrer

Schüler:
- Jörg Waschinski, Countertenor, Abitur 1984
- Tim Zeelen, Politiker, Abitur 2002
- Desirée Schumann, Fußballspielerin, Schulwechsel nach der zehnten Klasse 2006
- Anne Julia Hagen, Schönheitskönigin, Abitur 2009
- Angelina Heger, Reality-TV-Darstellerin, Abitur 2011
- Sascha Chmelensky, Nachwuchsschauspieler, Abitur 2012